# 李丹 (足球运动员)
李丹（1985年9月27日—），出生于天津，中国足球运动员，司职后卫。

## 职业生涯

### 青年队
- 青少年时代进入中国著名青训俱乐部天津火车头。
- 2000年与杨程、吴泽、万程、杨增奇、刘剑、关震、苑维玮、张金共九名球员转会到山东鲁能泰山，进入鲁能足校。

### 俱乐部
- 2003年进入山东鲁能泰山一线队，其后未获得联赛上场机会。
- 2007年转会至中甲球队上海七斗星。
- 2008年由于上海七斗星整体转让而成为无锡中邦队员。